# André Massepain
André Massepain (n. 1 ianuarie 1917, București – d. 1999) este pseudonimul lui Virgile Solomonidis, un scriitor grec de limbă franceză și traducător din limbile română, germană și engleză. El a folosit, de asemenea, pseudonimul André Kedros. Este autorul unei duzini de romane pentru adulți, dar a scris, de asemenea, mai multe texte pentru tineri care i-au adus mai multe premii.

## Biografie
S-a născut la 1 ianuarie 1917 în București (România) din părinți greci. A studiat la Praga și a trăit în Grecia până la începerea războiului civil în 1945, când s-a refugiat în Franța la bordul navei Mataroa.
În perioada 1966-1987 a fondat și condus colecția "Plein Vent" la Éditions Robert Laffont, destinată adolescenților.
Este tatăl lui Hélène Ramdani, creatoarea editurii Le Navire en pleine ville (2007-2009) (denumită după numele unui roman de André Massepain).

## Operă

### Romane pentru tineri
- 1959 : La Fusée mystérieuse — Ilustrații de Françoise Bertier, éditions G. P., collection Rouge et Or Souveraine nr. 138, 188 p., roman pentru tineri
- 1960 : Le Derrick aux abeilles — Ilustrații de Daniel Dupuy, collection Rouge et Or Souveraine nr. 152, 188 p., roman pentru tineri.
- 1961 : Une affaire atomique — Ilustrații de Raoul Auger, collection Rouge et Or Souveraine nr. 162, 188 p., roman pentru tineri.
- 1962 : Les Secrets de l'étang — Ilustrații de Jacques Pecnard, collection Rouge et Or Souveraine nr. 180; 188 p., roman pentru tineri.
- 1963 : La Grotte aux ours — Ilustrații de Jean Sidobre, Société Nouvelle des Éditions G. P., collection Rouge et Or Souveraine nr. 193; 188 p., roman pentru tineri.
- 1967 : L'Île aux fossiles vivants — Ilustrator necunoscut, éditions Robert Laffont, collection : Plein vent nr. 24; 253 p., roman pentru tineri.
- 1974 : Les Flibustiers de l'uranium — Éditions Robert Laffont, collection Plein vent nr. 105; 248 p., roman pentru tineri.
- 1981 : Un lion chez le coiffeur — Imagini de Alain Millerand, Paris : Magnard, 28 p., carte cu imagini pentru tineri.
- 1981 : Pourquoi le mille-pattes n'a pu rendre visite au grillon — Imagini de Merel, Paris : Magnard, 22 p., carte cu imagini pentru tineri ISBN: 2-210-99406-3
- 1981 : Le Temps de lire C.E. 1 — Paris : Éditions Bordas, Collection Blum-Massepain, 128 p. ISBN: 2-04-015000-5
- 1982 : Le Temps de lire C.E. 2 — Paris : Bordas, Collection Blum-Massepain, 143 p. ISBN: 2-04-015013-7
- 1982 : Elle est ronde, toute ronde — Imagini de Mérel, Paris : Magnard, 21 p., carte cu imagini pentru tineri.
- 1982 : Le Rayon des étoiles — Imagini de Évelyne Drouhin, Paris : Magnard Jeunesse, 27 p., carte cu imagini pentru tineri ISBN: 2-210-99410-1
- 1983 : Le Temps de lire C.M. 1 — de André Massepain, Claude Blum, André Benattar, Christian Melka; collection : Collection Blum-Massepain, Paris : Bordas, 207 p. ISBN: 2-04-015159-1

### Romane
- 1948 : Le Navire en pleine ville — Paris : Éditions Hier et aujourd'hui ; 272 p., roman
- 1949 : L'Odéon, urmat de Contes d'après décembre  — Paris : Éditions Hier et aujourd'hui ; 255 p.
- 1952 : Peuple roi — Paris : les Éditeurs français réunis ; 275 p., roman
- 1954 : La Fleur nouvelle — Paris : les Éditeurs français réunis, 280 p., roman
- 1955 : Les Carnets de Monsieur Ypsilante, homme d'affaires — "suivis de ses papiers personnels et des notes et digressions de l'éditeur" - Paris : les Editeurs français réunis ; 347 p., roman
- 1957 : Le Lit de Procuste — Paris : R. Julliard ; 339 p., roman
- 1959 : Le Dernier Voyage du "Port Polis" — Paris : Éditions Albin Michel, 237 p., roman
- 1961 : Le Verrou — Paris : A. Michel ; 309 p., roman
- 1964 : Échec aux dames - Paris : Éditeurs français réunis ; 191 p., roman
- 1966 : La Résistance grecque (1940-1944) — Paris : R. Laffont, collection « L'Histoire que nous vivons » ; 544 p.
- 1967 : Même un tigre — Paris : Flammarion ; 269 p., roman
- 1972 : Le Soleil de cuivre - Paris : R. Laffont ; 184 p., roman
- 1975 : L'Absence à vif — Paris : R. Laffont; 235 p., roman
- 1977 : Légendes de la Grèce antique et de Rome — Ilustrații de Jean Retailleau ; Paris : Hachette ; 154 p.
- 1979 : Les Plus Belles Légendes de l'Odyssée — după Homer. Adaptat de André Massepain ; ilustrații de Jean Retailleau, 155 p., Paris : Hachette, 1979
- 1981 : Le Rendez-vous du lac Majeur — Paris : R. Laffont, 310 p., roman ISBN: 2-221-00581-3
- 1985 : Le Feu sous la mer — Paris : R. Laffont, 253 p., roman ISBN: 2-221-04679-X
- 1986 : Les Socialistes au pouvoir en Europe, 1981-1985 — Paris : Plon, 403 p., ISBN: 2-259-01431-3
- 1990 : L'Homme à l'œillet — "L'itinéraire d'un jeune intellectuel grec dans la France des années 50" ; Paris : R. Laffont, 345 p. ISBN: 2-221-06492-5
- 1991 : Le Grand Jeu de Basilio Salvo — Paris : R. Laffont,  244 p., roman ISBN: 2-221-07147-6
- 1994 : Une femme trop aimée — Paris : R. Laffont, 301 p., roman ISBN: 2-221-07630-3
- 1999 : Entre chien et loup — Paris : éd. Joëlle Losfeld, 159 p., roman ISBN: 2-84412-012-1

## Premii
- Grand Prix du Salon de l’Enfance cu La Guerre aux ours (1963)
- Prix de la Joie par les Livres pentru Le Derrick aux abeilles (1961)
- Prix européen de Littérature pour la jeunesse pentru ansamblul operei sale (în 1978, la Padova)
- Prix du Roman Populiste pentru Le Dernier Voyage du Port Polis de André Kedros (1960)